# Planungszelle
Die Planungszelle (Bürgerforum oder Bürgergutachten, englisch: Citizens' jury) ist ein von Peter C. Dienel neu konzipiertes und weiterentwickeltes Beratungs- und Partizipationsverfahren, welches demokratische Teilhabe des einzelnen Bürgers an verschiedenen Planungs- und Entscheidungsprozessen ermöglicht, etwa innerhalb der Bürgerbeteiligung.

## Entwicklung

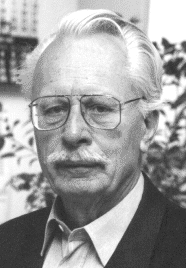
Peter C. Dienel

Die Planungszelle ist ursprünglich als Beratungsverfahren zur Verbesserung von Planungsentscheidungen vom Soziologieprofessor Peter C. Dienel (Bergische Universität Wuppertal) in den 1970er Jahren entwickelt worden. Später erwies sie sich aber vor allem als ein gangbarer Weg zur Freigabe der Bürgerrolle für alle. Die aufgabenorientierte, aber befristete Mitarbeit macht die mitsteuernde Teilhabe am Staat für die Bevölkerung erlebbar.
Im Vordergrund steht heute allerdings noch der Einsatz der Planungszelle zur Verbesserung, Beschleunigung und auch Verbilligung eines aktuellen Planungsvorhabens. Hier werden jeweils mindestens vier dieser Zellen zur Erarbeitung eines Bürgergutachtens auf ein – mitunter als kaum lösbar geltendes – Problem angesetzt. Die Lösungsvorschläge des Bürgergutachtens werden meist von den nicht teilnahmeberechtigten Bewohnern des Einzugsbereiches eines Planungszelle-Projektes („Mantelbevölkerung“) als unvoreingenommen neutral akzeptiert. Sie werden dann auch von der Politik und der Verwaltung für ihre Planungen übernommen.

## Citizens’ Juries (USA) und Planungszellen (Deutschland), Bürgerforum
Ein ähnliches Verfahren wie Peter Dienels Planungszelle entwickelte Ned Crosby in den USA – es lehnt sich an die Geschworenengerichte an. 1974 als Citizens’ Committee am Jefferson Center in Minneapolis, Minnesota (USA) entwickelt, bekam die Methodik in den späten 1980er Jahren den Namen Citizens’ Jury, „um den Prozess von der Kommerzialisierung zu schützen“. Der amerikanische „Erfinder“ der Citizens’ Jury Ned Crosby und der deutsche „Erfinder“ der Planungszelle Peter Dienel beteuerten, dass sie bis 1985 keine Kenntnis von der Arbeit des anderen hatten. Hingegen wird beim Bürgerforum (Bürgerbeteiligung) auf diese Gemeinsamkeit gerne hingewiesen.

## Verfahren

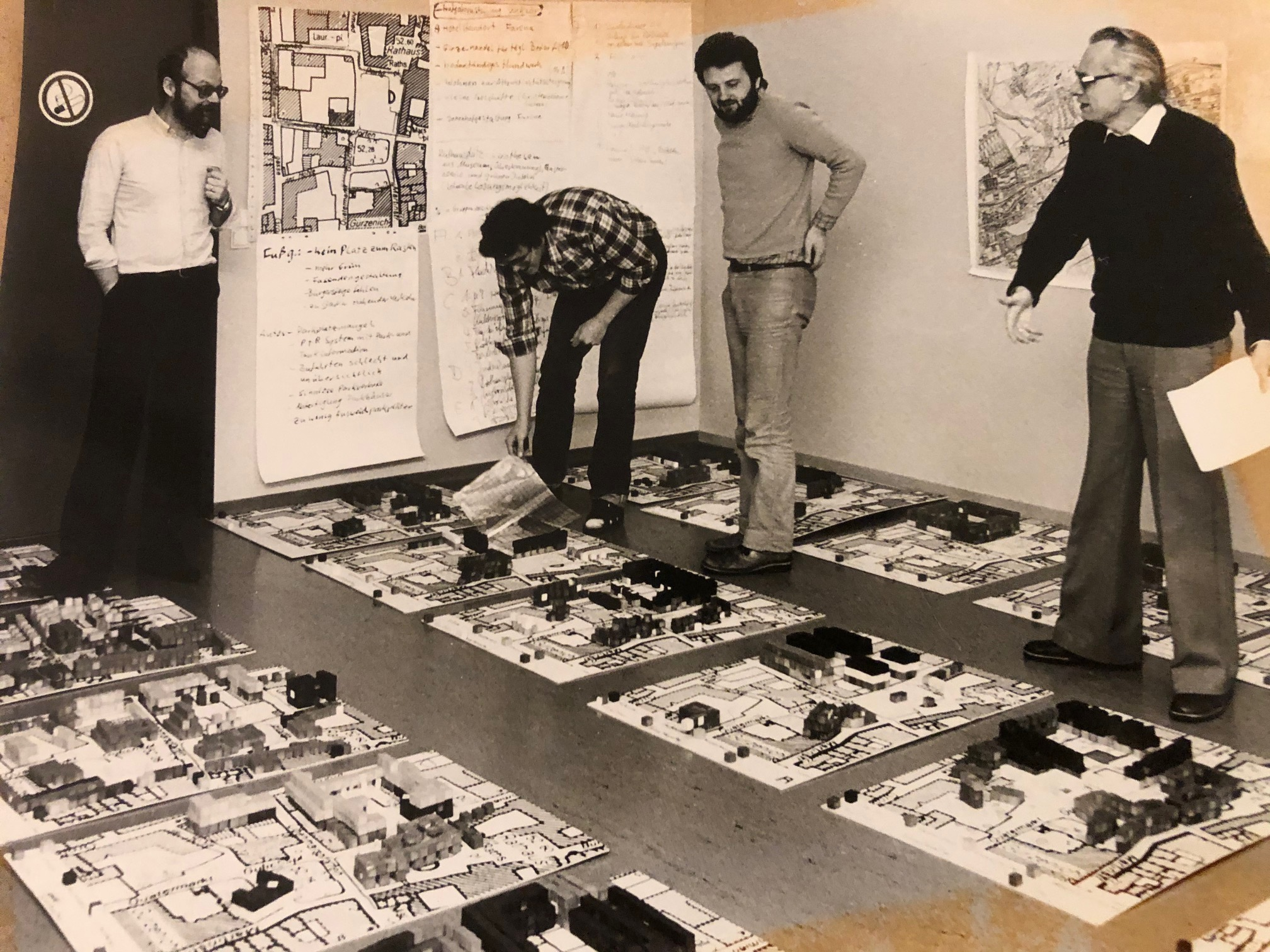
Prof. Dienel und sein Team werten 3-D-Bebauungs-Vorschläge aus, die Laienplaner in Planungszellen erstellt haben. Bei den Planungszellen „Rathaus-Gürzenich“ in Köln 1979 wurde der Wiederaufbau einer großen Baulücke aus dem 2. Weltkrieg von Bürgern geplant.

Ausgehend von den Einsichten, dass Entscheidungsbeteiligung Informiertheit voraussetzt, dass Informieren Zeit erfordert und dass Zeit Geld ist, lassen sich für das Verfahren Planungszelle (im Unterschied zu manchen anderen bürgerschaftlichen Beteiligungsformen) relativ exakt definierte Verfahrensmerkmale benennen:
- Eine Planungszelle ist eine Gruppe von ca. 25 im Zufallsverfahren ausgewählten Personen (ab 16 Jahren), die für ca. eine Woche von ihren arbeitsalltäglichen Verpflichtungen freigestellt werden, um in Gruppen Lösungsvorschläge für ein vorgegebenes Planungsproblem zu erarbeiten. Die Teilnehmer verpflichten sich zur Neutralität.
- Nach einem Input für die Gesamtgruppe einer Planungszelle beraten Kleingruppen von vier bis sechs Teilnehmern eine konkrete Fragestellung und einigen sich – ohne Vorgaben oder Steuerung durch die Moderation – auf ihnen wichtige Punkte / Aussagen / Positionen. Nach einer Beratungszeit von etwa einer Stunde werden die Ergebnisse der Kleingruppen vorgetragen. Am Ende einer Arbeitsphase bewerten die Teilnehmer alle vorgetragenen Positionen nach ihrer Zustimmung / Wichtigkeit.
- Bei jeweils wechselnder Zusammensetzung arbeitet die Gruppe mehrfach im Laufe eines Tages mit vier anderen Laienplanern in einer solchen quasi intimen Situation zusammen. Durchgehende Meinungsführerschaften werden durch den Wechsel ausgeschlossen. Bei den Bewertungen der Bürger sind die Fachleute und Interessenvertreter(inne)n nicht zugegen.
- Die Ergebnisse ihrer Beratungen werden in einem so genannten Bürgergutachten zusammengefasst und den politischen Entscheidungsinstanzen als Beratungsunterlage zur Verfügung gestellt.
- Um die Repräsentativität zu erhöhen, arbeiten in der Regel immer mehrere Planungszellen parallel zum selben Thema; bei zwei Planungszellen, die um eine Stunde versetzt arbeiten, können die Referenten beiden Gruppen hintereinander zur Verfügung stehen.

## Ergebnisse
Das Verfahren ist in den letzten Jahren sowohl auf kommunaler als auch auf überregionaler Ebene zu höchst unterschiedlichen thematischen Fragestellungen erfolgreich angewandt worden, so z. B. zur Verbesserung des öffentlichen Personennahverkehrs in Hannover, zur Klärung seit vielen Jahren ungelöster und umstrittener Planungsfälle sowie in der Technikfolgenabschätzung, und hat den politischen Entscheidungsinstanzen und Auftraggebern jeweils wertvolle Empfehlungen und Hinweise gegeben.
Durch die Zufallsauswahl wird eine breit gestreute Teilnehmerschaft erreicht. Frauen und Männer sind entsprechend ihrem Bevölkerungsanteil vertreten, ebenso die unterschiedlichen Altersgruppen. Angehörigen schwer abkömmlicher Berufsgruppen wird die Teilnahme durch berufliche Freistellung erleichtert, für Personen mit Pflegeverantwortung wird nach einer Vertretung gesucht. In Fällen, in denen die Teilnahme z. B. wegen Behinderung für die ausgewählte Person nicht möglich war, wurde sie von einem Helfer oder einer Helferin unterstützt. Bei sprachlichen Problemen ausländischer Teilnehmender halfen bereits besser Deutsch sprechende Familienangehörige als Übersetzer.
In den bisherigen Anwendungsfällen wurden auch Menschen erreicht, die vorher noch nie an einer politischen Veranstaltung oder einem Seminar teilgenommen hatten. Außerdem brachte es Menschen aus unterschiedlichen gesellschaftlichen (Meinungs-)Gruppen ins Gespräch, die sich sonst kaum begegnen würden und führte zu vielfältigen Prozessen sozialen Lernens.
Das Verfahren ist prinzipiell auf allen Entscheidungsebenen einsetzbar. Wegen der mit seiner Durchführung verbundenen relativ hohen organisatorischen und finanziellen Kosten wird der Einsatz von Planungszellen gleichwohl auch in Zukunft eher auf größere Projekte bzw. Entscheidungsfragen beschränkt bleiben.
Die Landesjugendvertretung entwickelte 2007 eine Form von Jugend-Planungszellen als „Jugendsynode“, um mit der Zufallsauswahl die Delegations-Ketten von Entscheidern zu durchbrechen.

## Weiterentwicklung
Timo Rieg überträgt das Arbeitsprinzip der Planungszellen / Bürgergutachter auf die Parlamentsarbeit und tritt für einen Ersatz gewählter Parteien-Parlamente durch Bürger-Parlamente ein, die in vielen parallelen Planungszellen arbeiten.

## Durchgeführte Planungszellen (Auswahl)
Eine umfassende Datenbank durchgeführter Planungszellen wurde vom nexus Institut Berlin erstellt. Hier eine Auswahl:
- „Eine neue Verteilungsregelung für die Abfallwirtschaftssatzung der Stadt Aachen“; Auftraggeber: Stadtbetrieb Aachen[7]
- „Miteinander der Generationen in einer älter werdenden Gesellschaft“; Auftraggeber: Landesregierung Rheinland-Pfalz
- „Perspektiven für Regensburg“; Auftraggeber: Stadt Regensburg
- „Zukünftige Energiepolitik“ (mit bundesweit 24 Planungszellen das bisher umfangreichste Vorhaben); Auftraggeber: Kernforschungsanlage Jülich, Bundesministerium für Bildung und Forschung
- „BG – Bayerisches Verbraucherschutzprogramm 2010“ (mit 18 Planungszellen an fünf verschiedenen Orten); Auftraggeber: Bayerisches Staatsministerium für Gesundheit und Pflege
- „Eckpunkte für ein zukünftiges Europa“ (jeweils zwei Planungszellen in Berlin und Budapest); Auftraggeber: King Baudouin Foundation (Brüssel)